# Araniella displicata
Araniella displicata ist eine Spinnenart aus der Familie der Echten Radnetzspinnen. Die farblich sehr ansprechende Art gehört zu den selteneren Vertretern der Gattung Araniella und gilt in Deutschland als gefährdet.

## Merkmale
Araniella displicata ist eine relativ kleine Radnetzspinne. Die Weibchen erreichen eine Größe von sechs bis elf Millimetern, die Männchen sind maximal fünf Millimeter groß. Beim ausgewachsenen Tier ist das Prosoma orangerot gefärbt und weist keine Zeichnung und Behaarung auf. Der Prosomarand ist meist etwas heller. Die Grundfärbung des Opisthosomas ist variabel und reicht von rötlich bis gelblichgrün. In der Mitte findet sich stets eine weiße Blattzeichnung, außerdem seitlich eine weiße Umrandung, die nicht ganz bis zur Hinterleibsspitze reicht. Innerhalb dieser Umrandung liegen links und rechts je eine Reihe von schwarzen Punkten. Das Opisthosoma ist nur schwach behaart. Bei älteren Tieren kann die Grundfarbe des Opisthomas insgesamt verblassen, so dass es überwiegend weiß erscheint.
Die Weibchen besitzen auf der Bauchseite ein orangefarbenes Band mit hellen Punkten, während bei den Männchen die hellen Punkte zu einem hellen Mittelband verschmelzen. Die dunkel bestachelten Beine sind wie der restliche Körper orange gefärbt, wobei eine Ringelung aus einem helleren und dunkleren Farbton zu erkennen ist.
Die vorderen und hinteren Mittelaugen sind, wie bei den meisten Radnetzspinnen, in einem Quadrat angeordnet. Die Seitenaugen stehen jeweils eng zusammen; etwa auf der horizontalen Mittellinie der Mittelaugen. Die Männchen haben einen kleineren Hinterleib als die Weibchen, und die Vorderbeine sind meist deutlicher gezeichnet.
Die Jungspinnen von A. displicata sind rötlich-braun gefärbt, und die Blattzeichnung fehlt oder ist sehr undeutlich. Daher sind sie den Jungtieren der anderen Araniella-Arten sehr ähnlich. Erst die älteren Tiere können anhand ihres Aussehens eindeutig bestimmt werden.

## Synonyme
- Araniella croatica Kulczynski, 1905[2]

## Verbreitung und Lebensraum
A. displicata ist über die gesamte Nordhalbkugel verbreitet. Sie ist in Deutschland wesentlich seltener als die verwandten Arten Araniella cucurbitina und A. opisthographa.
Die Art bevorzugt offenbar sandige Gebiete oder Sandmagerrasen mit freistehenden Kiefern. Sie hält sich dann an diesen Kiefern auf und spannt ihr kleines Radnetz, je nach Alter und Körpergröße, zwischen Zweigen oder zwischen den Nadeln an den Zweigspitzen auf. Dort lauert sie in der Nabe des Netzes auf Beute.

## Lebensweise
Erwachsene Tiere findet man von späten Frühling bis zum frühen Herbst. Nach der Eiablage sterben die Weibchen recht bald. Die Jungspinnen sind im Frühling an niedrigen Pflanzen zu finden oder an den Kiefern, an denen die Kokons überwintert haben. Die Jungspinnen bauen sofort kleine Radnetze, typischerweise ebenfalls an den Spitzen von Kiefernzweigen zwischen den Nadelenden.

## Gefährdung
Araniella displicata ist in der Roten Liste Deutschlands als „ungefährdet“ eingestuft.